# Maurice Beaubourg
Maurice Beaubourg, né Maurice Bessières à Paris le 4 décembre 1859 et mort le 17 août 1943, est un journaliste, romancier et dramaturge français, proche du symbolisme.

## Biographie
Maurice Beaubourg a été journaliste à l’Événement, à Gil Blas, à La Cocarde, au Figaro, à la Revue indépendante.

## Œuvres
- Les Contes pour les assassins, préface de Maurice Barrès, 1890 ; réédition Tohu-Bohu éditions, 2018
- Les Nouvelles Passionnées, 1893
- L'Image, 1894
- La Vie muette, 1894
- Une saison au bois de Boulogne, 1895 ; prix des Méconnus 1924[4]
- Les Menottes, 1897
- La Maison des chéries, 1898
- Les Joueurs de boules de Saint-Mandé, 1899
- La Rue amoureuse, 1903
- La Crise de Madame Dudragon, 1904
- Dieu ou pas Dieu, 1906
- Les Colloques des squares, 1910
- Monsieur Gretzili, professeur de philosophie, 1920
- Madame Chicot, 1924
- Le Jeu de la "Madame malade", 1926